# Waterkrachtcentrale Mingəçevir
De Waterkrachtcentrale Mingəçevir is een waterkrachtcentrale in Azerbeidzjan en ligt in de stad Mingəçevir. De centrale heeft 6 hydraulische turbines en een elektrische capaciteit van 420 megawatt. Bij de centrale ligt een stuwdam met het Stuwmeer van Mingəçevir, het grootste meer van het land met een oppervlakte van 605 km², en ligt aan de rivier de Koera. De bouw begon in 1945 en werd in 1953 afgerond.

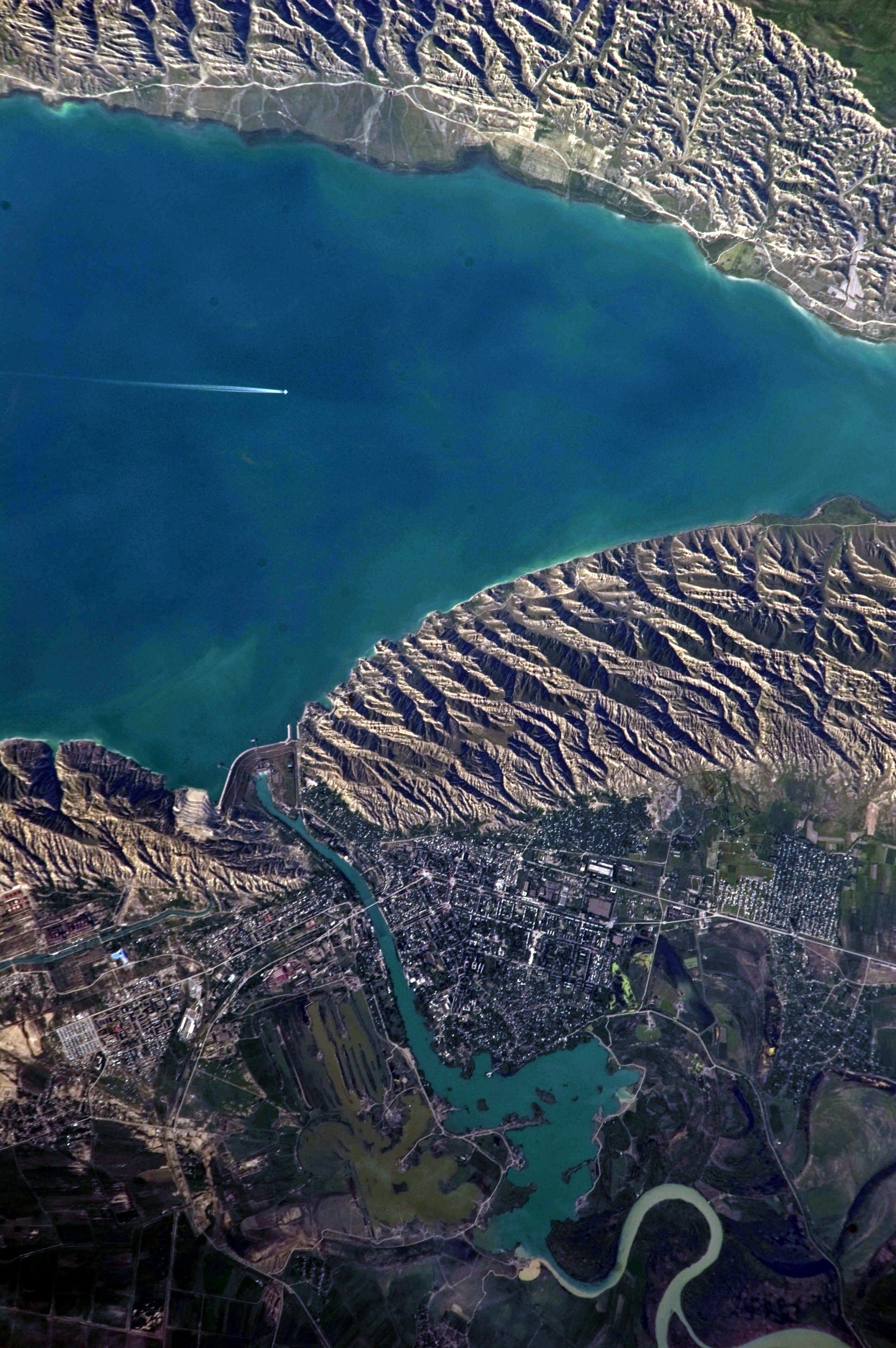
Stuwmeer van Mingəçevir